# جيمس غايل
جيمس غايل (بالإنجليزية: James Gayle)‏ هو لاعب كرة قدم أمريكية أمريكي، ولد في 15 فبراير 1991 في لوس أنجلوس في الولايات المتحدة.

## وصلات خارجية
- جيمس غايل على موقع مرجع كرة القدم المحترفة.كوم (الإنجليزية)